# Newtonia griffoniana
Newtonia griffoniana är en ärtväxtart som först beskrevs av Henri Ernest Baillon, och fick sitt nu gällande namn av Baker f. Newtonia griffoniana ingår i släktet Newtonia och familjen ärtväxter. Inga underarter finns listade i Catalogue of Life.